# Pseudochaeta robusta
Pseudochaeta robusta là một loài ruồi trong họ Tachinidae.